# Matthew Rettenmund
Matthew Rettenmund (25 de diciembre de 1968) es un editor y escritor estadounidense, conocido por ser el fundador de la revista juvenil Popstar!, así como el autor de la novela Boy Culture y el libro Encyclopedia Madonnica entre sus obras más destacadas.
A lo largo de su carrera, ha sido descrito por medios como El País y Billboard como uno de «los mayores conocedores del mundo del pop en Estados Unidos» y experto en Madonna. Así, Rettenmund ha hecho apariciones en programas de E!, VH1 o Entertainment Tonight. También ha recibido buenas críticas de otros autores como Nick Hornby. Varias de sus obras, especialmente la Encyclopedia Madonnica ha sido citada por biógrafos como J. Randy Taraborrelli.

## Obra
- Rettenmund, Matthew; Munyan, Keith (2005). Hilary Duff: All Access (en inglés). Berkley Boulevard Books. ISBN 978-0-42-520519-8.
- Rettenmund, Matthew (2000). Blind Items: A Novel (en inglés). St. Martin's Press. ISBN 978-0-31-226295-2.
- Rettenmund, Matthew (1996). Boy Culture: A Novel (en inglés). St. Martin's Press. ISBN 978-0-31-214553-8.
- Rettenmund, Matthew (1995). Encyclopedia Madonnica (en inglés). St. Martin's Press. ISBN 978-0-31-211782-5.